# 葛拉夫頓雷吉斯

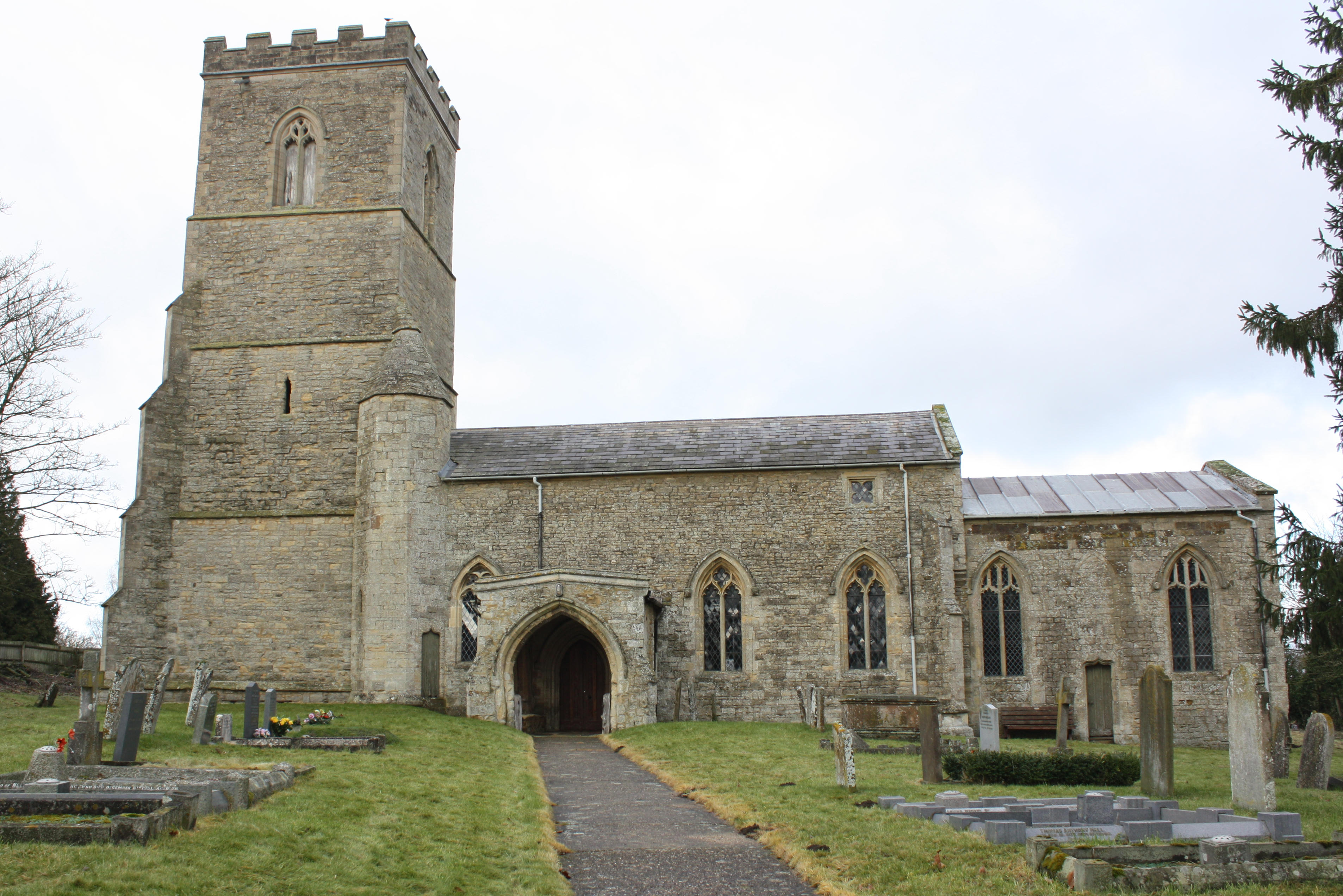
葛拉夫頓雷吉斯的教堂

葛拉夫頓雷吉斯（Grafton Regis）是英格蘭北安普敦郡南區的村莊和民政教區。2001年人口普查時，民政教區（包括奧爾德頓）的人口為152。2011年人口普查時增加到253。該村位於A508路以東，有一個短臨街和兩個巴士站。它大約在北安普敦以南8英里（13公里），米爾頓凱恩斯以北9英里（14公里）。

## 歷史
葛拉夫頓義為「葛拉夫定居點」或「葛拉夫農場」，因屬皇家產業，又加上雷吉斯（Regis，英語為國王之意）。
根據鐵器時代陶器的記載，史前遺址的歷史可以追溯到大約公元前2500 ，該陶器位於北安普頓主路以西和葛拉夫頓小屋以南，這是一個生產陶器的羅馬遺址。
中世紀時，一座巨大的宅第矗立在教堂的西邊。從1100年到1348年，莊園在諾曼修道院的手中，該修道院的法警或承租人可能佔據了這所房子。
1440年，這座豪宅正式成為伍德維爾家族的莊園，在此期間該村被稱為葛拉夫頓伍德維爾。莊園是伊莉莎白·伍德維爾王后的誕生地。